# Microcerella tripartita
Microcerella tripartita är en tvåvingeart som först beskrevs av Carroll William Dodge 1967.  Microcerella tripartita ingår i släktet Microcerella och familjen köttflugor.
Artens utbredningsområde är Ecuador. Inga underarter finns listade i Catalogue of Life.